# ژان بازا
ژان بازا (فرانسوی: Jean Baeza‎; ۲۰ اوت ۱۹۴۲ – ۲۱ فوریهٔ ۲۰۱۱) بازیکن فوتبال اهل فرانسه بود.
از باشگاه‌هایی که در آن بازی کرده‌است می‌توان به باشگاه فوتبال کن، باشگاه فوتبال موناکو و باشگاه فوتبال المپیک لیون اشاره کرد.
وی همچنین در تیم ملی فوتبال فرانسه بازی کرده‌است.